# Урало-алтайская гипотеза
Ура́ло-алта́йские языки́ — гипотеза, весьма популярная в конце XIX — начале XX веков. В рамках этой гипотезы предполагалось общее происхождение уральских и алтайских языков.

## История гипотезы

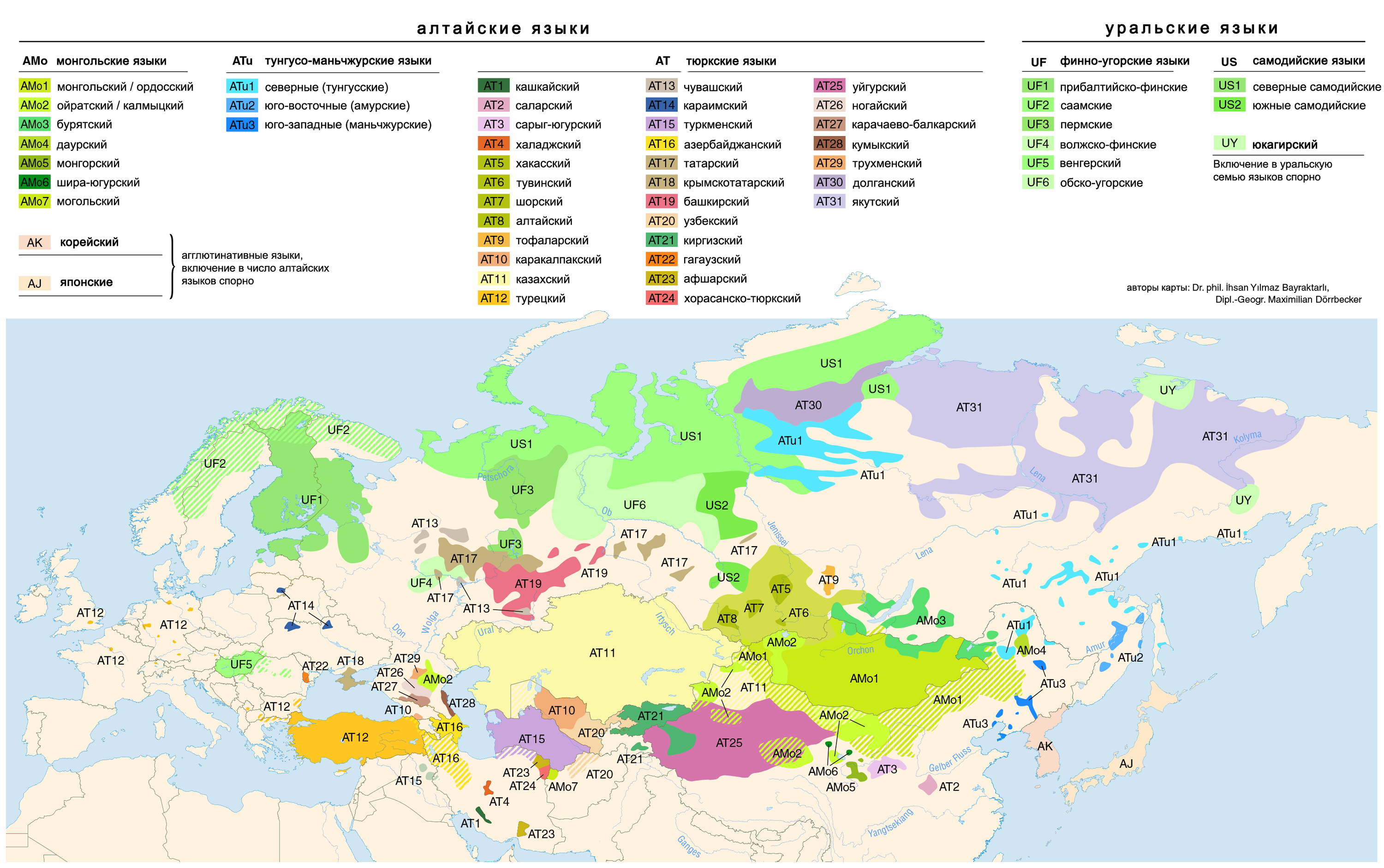
Карта распространения алтайских и уральско-юкагирских языков

Гипотезу выдвинул в 1844 году Матиас Кастрен. В его терминологии «алтайская семья» включала финно-угорские языки, самодийские языки, тюркские языки, монгольские языки и тунгусо-маньчжурские языки.
Популярность гипотезы возросла после того, как А. Вамбери, предполагавший, что венгерский язык относился к тюркским (его гипотеза не предполагала включения венгерского языка в состав финно-угорских), опубликовал материалы своих поездок в Среднюю Азию с многочисленными лексическими параллелями между венгерским и тюркскими языками. В настоящее время большинство лексических параллелей, предложенных Вамбери, считается заимствованиями из тюркских языков в венгерский.
Позднее лингвисты предложили объединить в одну семью тюркские, монгольские и тунгусо-маньчжурские языки. В другую семью — уральскую — были объединены финно-угорские и самодийские.
Гипотеза основывалась на типологическом сходстве уральских и алтайских языков (и те, и другие являлись агглютинативными) и некотором сходстве — личных показателей глаголов и ряда морфем (см. таблицу ниже). Данные реконструкции основывались на позднем состоянии уральских и алтайских языков и не учитывали их длительного взаимодействия:
| Уральские языки           | Уральские языки           | Уральские языки          | Уральские языки      | Уральские языки   | Алтайские языки | Алтайские языки | Алтайские языки               | Алтайские языки                                                                             | Алтайские языки         | Алтайские языки     | Алтайские языки                         | Алтайские языки            | Алтайские языки                                   |
| Финно-угорские языки      | Финно-угорские языки      | Финно-угорские языки     | Финно-угорские языки | Самодийские языки | Тюркские языки  | Тюркские языки  | Тюркские языки                | Тюркские языки                                                                              | Тюркские языки          | Тюркские языки      | Монгольские языки                       | Тунгусо-маньчжурские языки | Тунгусо-маньчжурские языки                        |
| ------------------------- | ------------------------- | ------------------------ | -------------------- | ----------------- | --------------- | --------------- | ----------------------------- | ------------------------------------------------------------------------------------------- | ----------------------- | ------------------- | --------------------------------------- | -------------------------- | ------------------------------------------------- |
| Финск.                    | Карел.                    | Эстон.                   | Венг.                |                   | Древн. тюрк.    | Средне- тюрк.   | Казах.                        | Татар.                                                                                      | Туркм.                  | Чуваш.              | Монг.                                   | Эвенк.                     | Эвен.                                             |
| kieli язык (орган и речь) | kieli язык (орган и речь) | keel язык (орган и речь) |                      |                   | *kälä речь      | kälä-čü речь    | til язык (орган и речь)       | tel язык (орган и речь)                                                                     | dil язык (орган и речь) | kalam говорить      | kele говорить kelen язык (орган и речь) | kělě свататься             |                                                   |
|                           | nolg слизь                | nõlg слизь               | nyál слюна           |                   | *nal            |                 |                               | yäş слеза selägäy слюна                                                                     | yaš слёзы               | sol                 | nil-bu пускать слюну nil-bu-sun слёзы   |                            | nala-kča, nala-klja влажный nol потеть no-hun пот |
| ole- быть, становиться    | ole- быть, становиться    | ole- быть, становиться   | vol-                 |                   | wol-, bol-, ol- |                 | bolu быть,становиться         | bulu быть, становиться, иметься, присутствовать, получаться, образоваться, случиться и т.п. |                         | o быть, становиться |                                         |                            |                                                   |
| pyöriä вращаться          |                           | pööra-ma повернуть       | for-og обернуться    |                   |                 |                 | buru- повернуть / повернуться | boru вертеть, повернуть и т.п.                                                              |                         |                     | (h)orči вращаться                       |                            |                                                   |

## Критика
Систематической критике[какой?] данную гипотезу подверг Г. Рамстедт во «Введении в алтайское языкознание».
В последнее время гипотеза считается устаревшей.
М. Стаховский вслед за В. Котвичем считает, что данные свидетельствуют о связях ареального, а не генетического плана, поэтому схождения должны объясняться «сибирским конгломератом» языков, а не макросемьёй